# Liste der Monuments historiques in Cernon (Marne)
Die Liste der Monuments historiques in Cernon führt die Monuments historiques in der französischen Gemeinde Cernon auf.

## Liste der Objekte
| Bezeichnung                | Beschreibung                           | Standort                       | Kennzeichnung | Schutzstatus | Datum | Bild |
| -------------------------- | -------------------------------------- | ------------------------------ | ------------- | ------------ | ----- | ---- |
| Kruzifix                   | Holz, farbig gefasst, 17. Jahrhundert  | in der Kirche St-Pierre (Lage) | PM51002383    | Classé       | 1976  |      |
| Marienkrönungsretabel      | Stein, 14. Jahrhundert                 | in der Kirche St-Pierre (Lage) | PM51000139    | Classé       | 1977  |      |
| Skulptur Heiliger Hippolyt | Stein, farbig gefasst, 17. Jahrhundert | in der Kirche St-Pierre (Lage) | PM51002384    | Inscrit      | 1976  |      |